# 오가세역
오가세역(일본어: 苧ヶ瀬駅)은 일본 기후현 가카미가하라시에 위치한 나고야 철도 가카미가하라선의 철도역이다. 역 번호는 KG 03이며, 상대식 승강장 2면 2선의 구조를 갖춘 지상역이다.

## 타는 곳
| 1 | ■ 가카미가하라 선 | 하행 | 신우누마 · 이누야마 방면     |
| 3 | ■ 가카미가하라 선 | 상행 | 미카키노 · 메이테쓰기후 방면 |

## 이용 현황
- 2013년 기준 : 726명

## 역 주변
- 오가세 연못

## 인접 역
| 나고야 철도 가카미가하라선                 | 나고야 철도 가카미가하라선 | 나고야 철도 가카미가하라선 |
| ------------------------------------------ | -------------------------- | -------------------------- |
| KG 04 메이덴카카미가하라 메이테쓰기후 방면 | ■ 가카미가하라선           | 하바 KG 02 신우누마 방면   |